# باويبلا ديل برايور
بلدية باويبلا ديل برايور (بالإسبانية: Puebla del Prior)‏, هي إحدى بلديات مقاطعة بطليوس, التي تقع في منطقة إكستريمادورا, والتي تقع في غرب إسبانيا.
يبلغ عدد سكانها 565 نسمة وفقاً لإحصائية سنة (2002).